# 브루투스의 심장
《브루투스의 심장 - 완전범죄 살인릴레이》(일본어: ブルータスの心臓-完全犯罪殺人リレー)는 히가시노 게이고의 1989년작 장편 추리소설이다. 국내에는 2007년 알에이치코리아(구 랜덤하우스코리아)에서 처음 출간되었고, 2018년에 개정판이 재간되었다.
2011년 6월 일본 후지TV에서 〈히가시노 게이고 3주 연속 스페셜〉 중 두 번째 작품으로 드라마화되었다.

## 줄거리
스에나가 다큐야는 불우한 어린 시절을 딛고 일본 굴지의 기업인 MM중공에 입사하여 총망받는 로봇 개발자가 되었다. 창업자 가문인 니시나 일가의 사위가 되어 신분 상승을 이루겠다는 야망을 갖고 있었으나, 조력자였던 아마미야 야스코가 자신의 아이를 임신했다는 뜻밖의 사실을 알게 된다. 다쿠야의 반대에로 불구하고 아이를 낳아서 양육비를 뜯어내겠다는 야스코. 다쿠야는 야스코를 죽일 계획을 세우던 차에, 니시나 가문의 장남인 나오키의 호출을 받는다. 동료 직원이자 니시나 가문의 사위 후보였던 하시모토와 함께 나오키를 마주한 다쿠야는 세 남자 모두 야스코의 내연남이고 모두 같은 협박을 받고 있고 있음을 알게 된다. 나오키는 완전범죄를 위해 셋이 협력하는 살인 릴레이 계획을 제안한다.
트럼프 카드 뽑기로 역할을 나눈 세 사람. 본래 계획은 나오키가 오사카에서 야스코를 살해한 뒤, 다쿠야와 하시모토가 나고야-아쓰기-도쿄 순으로 시체를 옮겨 유기함으로써 알리바이를 확보하는 것이었다. 다쿠야는 나고야에서 시체가 실린 차를 찾은 뒤, 아쓰기로 가서 하시모토를 만나는데, 두 사람이 시체를 확인해보니 놀랍게도 죽은 사람은 야스코가 아니라 나오키였다.
야스코는 멀쩡하게 살아있었고 형사들이 수사를 시작하면서 회사는 혼란에 빠져든다. 다쿠야는 영문을 몰라 당황하면서도 하시모토와 다시 야스코를 죽일 계획을 세운다. 그러나 또다시 의외의 인물이 살해 당하고, 다쿠야도 생명의 위협을 느끼기기 시작한다.

## 등장인물
- 스에나가 다쿠야(末永拓也)

주인공. 시가현 출신으로 알코올 중독자인 편부 밑에서 어렵게 자랐지만 갖은 노력 끝에 산업기기 개발업체 'MM중공'에 입사, 연구개발2과의 인공지능 로봇 개발자가 된다. 창업자 가문의 전무 니시나 도시키의 눈에 띄여 사위 후보가 되었다. 내연녀 아미야마 야스코에서 협박을 받던 중, 니시나 나오키가 제안한 '살인 릴레이 계획'의 참가, 야스코의 시체를 나고야에서 아쓰기의 후발주자에게 전달하는 B 역할을 맡았다.
- 아마미야 야스코(雨宮康子)

MM중공 임원실에서 근무하는 서구적 미녀. 다쿠야가 니시나 전무에 관한 정보를 얻기 위해 접근했다가 내연 관계가 되었고, 임신을 빌미로 다쿠야를 협박한다.
- 니시나 나오키(仁科直樹)

MM중공 로봇사업부 개발기획실장으로 다쿠야의 상사. 니시나 가문의 장남으로, 도시키의 첫 번째 부인의 아들이다. 다쿠야와 마찬가지로 야스코의 내연남 중 한 명이었으며, 다쿠야와 또 다른 내연남 하시모토에게 야스코를 살인하고 알리바이를 확보하기 위한 '살인 릴레이 계획'을 제안힌다. 직접 오사카에서 야스코를 죽이고 시체를 나고야로 이동시키는 A 역할을 맡았다.
- 하시모토 아쓰시(橋本敦司)

다쿠야의 1년 후배로 연구개발1과 근무. 통통한 체격에 어려 보이는 인상으로 다쿠야가 평하길 '박력이 부족한 남자'. 다쿠야, 나오키와 함께 야스코의 내연남 중 한 명이자 살인 릴레이 계획의 참가자로, 아쓰기에서 시체를 넘겨 받은 후 도쿄에서 시체를 유기하는 역할을 맡았다. 지바현 출신으로 고향의 가족들은 하시모토의 결혼을 바라고 있기 때문에, 야스코를 죽이는 데 실패한 후 마음을 고쳐먹고 그녀와 결혼할 마음을 먹는다.
- 니시나 도시키(仁科敏樹)

MM중공 전무이사. 창업자의 아들로 회사의 중역이다.
- 무네가타 신이치(宗方伸一)

MM중공 항공기사업부 연구 주임. 니시나 전무의 첫째 딸 사유리의 남편으로, 3년 전 능력을 인정받아 사위가 되었다.
- 나카모리 유미에(中森弓絵)

나오키의 비서. 나오키의 지목으로 1년 전 갑작스럽게 그의 비서가 됐다.
- 사카이 고로(酒井悟郎)

유미에의 고향 친구. 고등학교 졸업 후 곧바로 MM중공에 입사했다. 일찍부터 유미에를 연모했고 그녀에게 청혼한 상태.
- 니시나 호시코

니시나 전무의 둘째딸로 미국에서 유학했다가 돌아왔다. 사윗감 후보 중 한 명으로 니시나 저택에 온 다쿠야를 내심 마음에 들어한다. 갑자기 나타난 이복오빠 나오키가 가문의 후계자 자리를 꿰차자 못마땅하게 여긴다.
- 하기와라

개발기획실 부실장. 니시나 나오키의 부하직원이지만, 실무 능력이 없는 나오키 대신 실질적인 실장 역할을 수행한다.
- 아사노 도모코

야스코의 입사 동기.
- 스기무라 미치코

야스코의 대학생 시절 친구로, 사건 2개월 전까지 서로 연락하고 있었다.
- 다카시마 유지(高島勇二)

MM중공 제3조립공장의 관리자. 소설 도입부에서 산업용 로봇인 '나오미'에게 살해당한다.
- 사야마 소이치(佐山総一)

경시청 수사1과 형사. MM중공의 연속된 살인사건들이 서로 연관이 있다고 의심하고 있으며, 살인 릴레이의 트릭을 최초로 간파한다.

## 진상
나오키를 죽이고, 하시모토와 다쿠야까지 죽이려고 한 범인은 나카모리 유미에의 연인 사카이 고로였다.
그는 1년 전 같은 자동화 공장에서 근무하는 다카시마 유지를 질투하고 있었다. 그는 자신이 계속 짝사랑하고 있던 유미에와 연인이 되었고 결혼을 하려고 했다. 고로는 로봇 '나오미'를 조작해서 유지를 때려죽이도록 하였다.
그런데 이 사실이 당시 공장에 시찰을 와 있던 니시나 나오키에게 곧바로 발각되었다. 나오키는 이 사건을 빌미로 유미에를 자기 곁에 두고 고로를 조종하였다. 그래서 야스코를 죽일 때 실제로는 고로가 움직였다. 그러나 고로는 야스코 대신 나오키를 죽여 차에 실어 보낸다.